# 芦谷山
芦谷山（あしたにやま）は、福井県の三方郡美浜町と敦賀市の境界にあり、芦谷岳（あしたにだけ）とも呼ばれる。野坂山地の野坂岳から三国山に至る稜線上にある標高866mの山で、国土地理院の2万5千分の1地形図では「駄口」に含まれているが、地図上に山名は表示されていない。

## 自然環境
環境省の植生調査によると、芦谷山の周辺一帯は、最も自然度が高い「植生自然度9」の森林が、福井県内で最も広範囲に残されている地域である

。関西周辺の登山地図やガイドブックを多数執筆する草川啓三は、その著書『森の巨人たち』の中で野坂岳から三国山に至るコースを紹介し、「関西の山では最も豊かなブナの林が続く稜線で、白山のチブリ尾根や釈迦新道にも負けないブナのコースではないかと思う。野坂岳の山頂から芦谷岳の南まで、幹回り3mを越えるブナの巨樹を何本も見ることができる。」と書いている。
西側の甲森谷（こうもりだに）には、カツラ・トチノキ・サワグルミなどの巨木が多数あり、幹周り5～12ｍ超のカツラ15本が「甲森谷のカツラ巨木群」として環境省の「巨樹・巨木林データベース」に登録されている。
東側の黒河川の源流域には湿原があり、「黒河の湿原植生」が「福井県のすぐれた自然データベース」に登録されている。
稜線上には、胸高周囲3〜4mのブナ巨木が多数あり、そのうち79本が環境省の「巨樹・巨木林データベース」に登録されている。

## 風力発電所の建設計画
東京都に本社を置く株式会社グリーンパワーインベストメントが、芦谷山とその南西の庄部谷山から伸びる尾根筋一帯に、ローター直径約100～140m、最大高約140～190m、単発出力約3,400～4,200kWのプロペラ型風力発電機約20～25基を設置し、総出力最大105,000kWの（仮称）美浜新庄ウィンドファームと呼ぶ風力発電所を建設しようとしている。

事業実施想定区域（黒線で囲まれた区域） と 風力発電機の設置想定範囲（赤線で囲まれた区域）

## 登山道
野坂岳又は三国山から稜線を縦走するルート
、
西側から送電線の巡視路を利用し庄部谷山を経由して登るルート
、
南側の粟柄関所跡付近から庄部谷山を経由して登るルート、
同じく南側で粟柄関所跡の東の谷沿いにある林道を利用し稜線に至るルートなどが使われているが、いずれも整備された登山道ではない。